# Antoni Lange

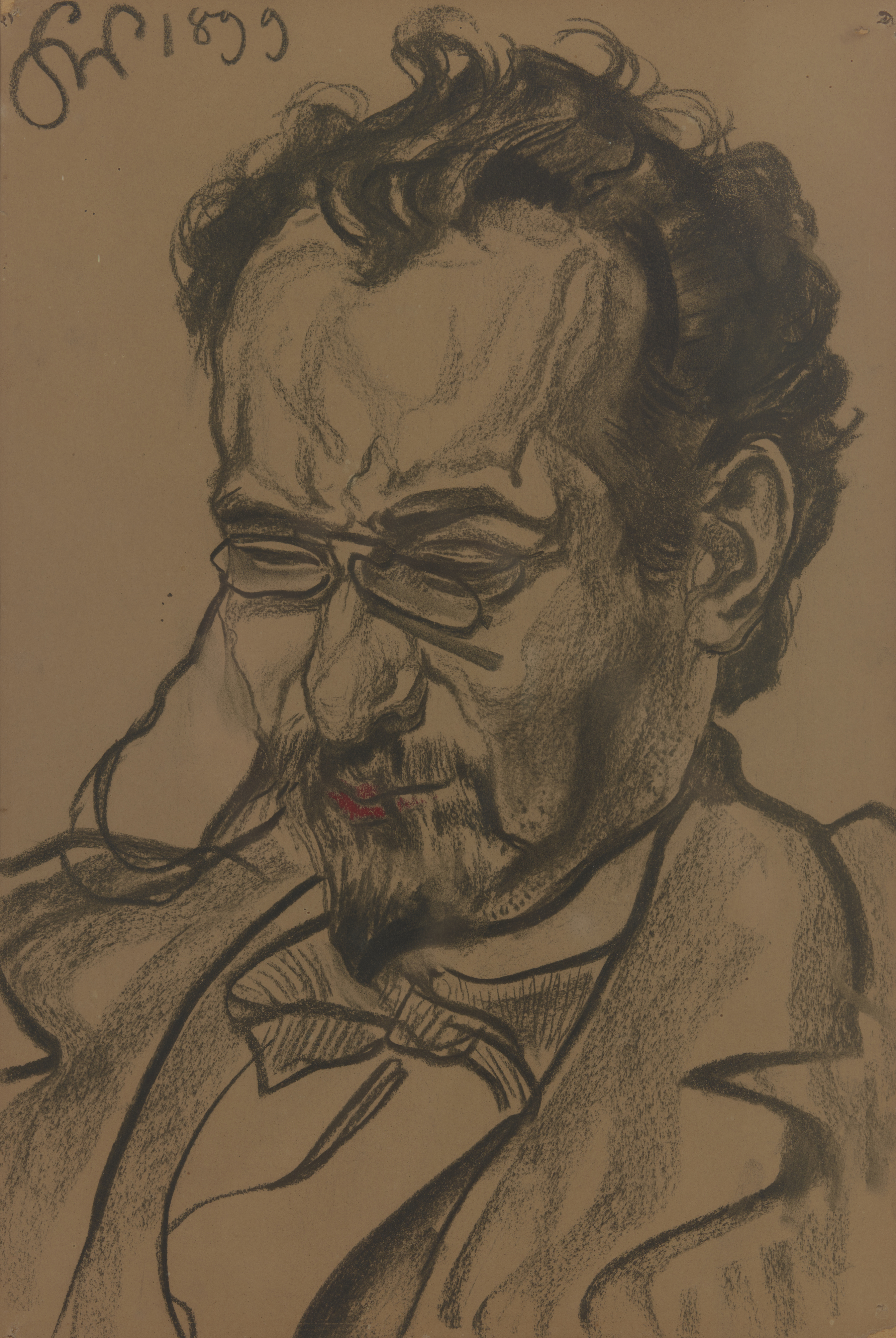
Porträtt av Antoni Lange av Stanisław Wyspiański, 1899

Antoni Lange, född 1863, död 17 mars 1929, var en polsk poet, författare, dramatiker, filosof, översättare, med stor sakkunskap om ockultism, ande och buddhism. Lange är den polska dekadenspoesins främste representant.